# معرض نيويورك الدولي للسيارات
معرض نيويورك الدولي للسيارات هو معرض سنوي للسيارات يقام في مانهاتن في أواخر مارس أو أوائل أبريل كل عام. يقام في مركز مؤتمرات جاكوب جافيتس. عادة ما يفتح في عطلة عيد الفصح أو قبله مباشرة ويغلق في يوم الأحد الأول بعد عيد الفصح.
يقام المعرض سنويًا منذ عام 1900. وكان أول معرض للسيارات في أمريكا الشمالية. "The History Of The International Auto Show". Long Island Weekly. 19 مارس 2016. مؤرشف من الأصل في 2020-08-04. اطلع عليه بتاريخ 2018-04-04.</ref>
قبل افتتاح المعرض كل عام ، تقدم العديد من شركات السيارات لأول مرة مركبات إنتاج ومفهوم جديدة للصحافة. بالإضافة إلى ذلك ، تستضيف الرابطة الكبرى لتجار السيارات في نيويورك والرابطة الدولية لصحافة السيارات اجتماعات وأحداث للشركات.
بالإضافة إلى البرامج الفردية أثناء المعرض ، هناك مؤتمرات ومنتديات وندوات وتجمعات أخرى متعلقة بالسيارات. تقدر مساهمة المعرض في اقتصاد المدينة والولاية بمئات الملايين من الدولارات 

## روابط خارجية
- الموقع الرسمي للمعرض